# Софийска синагога
Софийската синагога се намира в центъра на София, на ул. „Екзарх Йосиф“ 16, непосредствено до Халите, близо до ул. „Пиротска“ и недалеч от Женския пазар.
Построена е през 1909 г. по проект на известния австрийски архитект Фридрих Грюнангер, който взима за модел старата Леополщадска синагога (Leopoldstädter Tempel) във Виена, разрушена през Кристалната нощ от нацистите. На същото място се е издигала старата синагога на София, наречена „Аава ва Хесед“ („Любов и доброта“).
Официално е открита на 9 септември 1909 г. в присъствието на цар Фердинанд I. Тя е най-голямата на Балканския полуостров и 3-та в Европа (след синагогите в Будапеща и Амстердам), както и най-голямата сефарадска синагога на континента – в сайта на синагогата</ref>. Може да побере над 1000 души в централното помещение (предназначено за мъжете) и по вътрешните балкони (където се молят жените и децата). Истинско произведение на изкуството е най-големият в страната полилей (с тегло 4 тона), който украсява храма. В двора има микве – малка мивка за ритуални юдейски умивания.
Въпреки големината на сградата, службите обикновено се посещават само от около 50 до 60 богомолци поради алията на повечето български евреи в Израел и секуларността на местното еврейско население.
От 8 май 1992 г. синагогата приютява Еврейския исторически музей. Има експозиции за еврейската общност в страната, Холокоста и спасяването на евреите в България.